# Accu punch

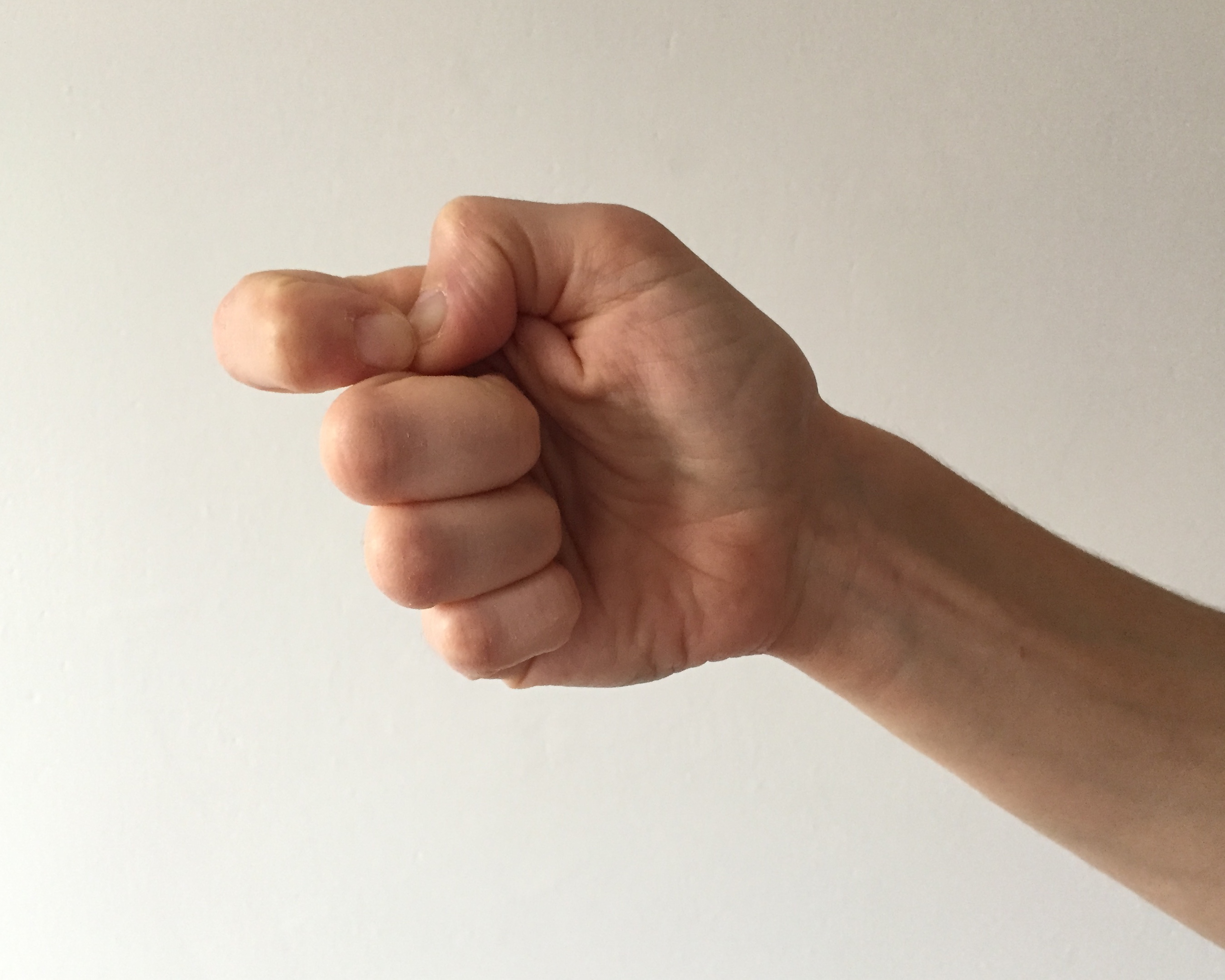
La position des doigts du pratiquant du style de l'accu punch.

Le style accu punch est un des douze styles de combats à mains nues du Manchuria Kung Fu,. Le terme "accu" fait référence à l'acupuncture, et le terme "punch" veut dire "coup de poing" en anglais. Ce style fait donc partie du dim mak qui est l'ensemble des techniques de pression et de frappe des points vitaux dans les arts martiaux chinois. La technique consiste à frapper l'adversaire sur ses points vitaux avec l'articulation se situant entre la première et la deuxième phalange de l'index.
À noter que ce style s'apparente au style du Phoenix (où l'index replié représente l’œil du Phoenix).